# Thorbjörn Fälldin
Nils Olof Thorbjörn Fälldin (24 tháng 4 năm 1926 – 23 tháng 7 năm 2016) là chính trị gia Thụy Điển. Ông là Thủ tướng Thụy Điển trong 3 nội các không liên tiếp từ năm 1976 đến năm 1982, và là lãnh đạo Đảng Trung tâm từ năm 1971 đến năm 1985. Khi được bổ nhiệm vào năm 1976, Ông là Thủ tướng đầu tiên không thuộc Đảng Dân chủ Xã hội trong 40 năm và là người đầu tiên kể từ những năm 1930 không chuyên về chính trị từ thời thiếu niên